# Lebanon (film)
Lebanon è un film del 2009 scritto e diretto da Samuel Maoz, che racconta la prima guerra del Libano del 1982, vista attraverso gli occhi di alcuni soldati chiusi all'interno di un carro armato. Presentato in concorso alla 66ª Mostra internazionale d'arte cinematografica di Venezia, il film ha vinto il Leone d'Oro al miglior film.

## Trama
Il film si svolge interamente all'interno di un carro armato, mentre quello che succede al di fuori è visto sempre attraverso l'ottica della bocca da fuoco, accompagnato dal rumore dei motori della torretta. Le drammatiche azioni di guerra nel mondo esterno diventano così quasi virtuali per i quattro soldati israeliani dell'equipaggio. Il tessuto dei rapporti si sviluppa in modo teatrale, con dinamiche alimentate dalla frequente apertura del portello da cui calano o si issano: un ufficiale superiore a far sentire il pugno di ferro della disciplina, il cadavere di un soldato israeliano in attesa dell'elicottero che lo evacuerà, un prigioniero di guerra siriano che rimarrà incatenato nel carro, un falangista che si presenta in modo ambiguo come alleato degli israeliani.
Si delineano via via i personaggi di soldati fondamentalmente inetti, il capocarro indeciso, il puntatore ancora troppo rivolto alla sua infanzia per poter sparare, il servente dall'umanità schietta ma indisciplinato, il guidatore che vorrebbe solo tornare a casa, il tutto mentre i quattro soldati si vengono a trovare in situazioni sempre più drammatiche. A fare da contraltare, fuori del carro, l'ufficiale Jamil, soldato a tutti gli effetti, coraggioso ma anche spietato, come quando concorda un nome in codice per dare l'ordine di usare bombe al fosforo, appena vietate dalla convenzione su certe armi convenzionali.

## Distribuzione
Il film è uscito nelle sale cinematografiche italiane il 23 ottobre 2009.

## Riconoscimenti
- 2009 - Mostra internazionale d'arte cinematografica di Venezia
  - Leone d'oro al miglior film
  - Premio Padre Nazareno Taddei
- 2009 - Camerimage
  - Rana d'oro
- 2010 - European Film Award
  - Miglior rivelazione - Prix Fassbinder
  - Miglior fotografia